# Квартальнов, Никита Дмитриевич
Никита Дмитриевич Квартальнов (род. 22 февраля 1994, Бостон) — российский хоккеист, нападающий. Сын хоккеиста и тренера Дмитрия Квартальнова. Хоккейный агент.

## Карьера
Хоккеем начал заниматься в швейцарском городе Цюрих после переезда из США. Прошёл все этапы юношеского хоккея за границей. По возвращении в Россию выступал на юношеском уровне в составе казанского «Ак Барса», московских «Крыльев Советов» и «Спартака». На драфте юниоров КХЛ 2011 года, был выбран череповецкой «Северсталью». На профессиональном уровне начал выступать в составе молодёжной команды череповчан — «Алмаз».
В сезоне КХЛ 2013/14 перешёл в новосибирскую «Сибирь», в составе которой дебютировал в КХЛ. В первом сезоне в составе новосибирцев провёл 11 матчей за основную команду (включая матчи плей-офф), а также выступал в составе молодёжной команды «Сибирские снайперы».
Сезон КХЛ 2014/15 начал также в Новосибирске, но в скором времени перешёл в московский ЦСКА который с начала сезона возглавил отец Никиты — Дмитрий Квартальнов. Первое персональное очко в КХЛ получил благодаря результативной передаче в матче против череповецкой «Северстали» 16 ноября 2014 года. Первую шайбу в КХЛ забросил в ворота ярославского «Локомотива» 3 февраля 2015 года. Параллельно выступал в составе молодёжной команды ЦСКА — «Красная армия» — и в составе фарм-клуба — «Звезда» в ВХЛ. 15 ноября 2016 года перешёл в нижнекамский «Нефтехимик». Свой последний сезон в профессиональном хоккее провёл в составе воскресенского «Химика».
По окончании сезона 2017/18 из-за отсутствия предложений принял решение завершить профессиональную карьеру. Помимо отсутствия интереса к нему, как к хоккеисту, причиной завершения карьеры в 24 года стала болезнь, которая преследовала хоккеиста на протяжении всей карьеры. Все годы Квартальнов играл без двух пальцев на правой руке при правом хвате клюшки. Ампутация стала результатом саркомы, которую у Квартальнова в 18 лет обнаружили швейцарские врачи - началось всё с обычного перелома руки.
Стал хоккейным агентом. Работал, как и ранее играл, во многих клубах отца, что приводило к конфликтам. В частности, в октябре 2024 года Квартальнов был арестован в Минске после стычки с генеральным директором минского «Динамо» Артёмом Каркоцким.